# 胡富夫
胡富夫（阿拉伯语：‎）是沙特阿拉伯的城市，位於該國東部布蓋格油田西南面，由東部省負責管轄，是該國的文化和教育中心，2005年人口約400,000。

## 外部連結
- Hofuf （页面存档备份，存于） on www.The-Saudi.net
- Qarah Caves of Hufuf （页面存档备份，存于）, Splendid Arabia: A travel site with photos and routes

25°23′N 49°35′E / 25.383°N 49.583°E